# 小倉ミチヨ
小倉 ミチヨ（おぐら みちよ、1894年9月14日 - 1967年7月10日）は、日本の性文化研究者。夫の小倉清三郎とともに性の研究雑誌『相対』を発行し、自らも記事を多数執筆した。猥褻文書出版販売違反で逮捕された際、阿部定の隣室になり、『阿部定隣室観察十日間』を執筆。晩年は精神異常者とみなされて収監され、精神病院で亡くなった。旧姓坂本、本名は道代。弟に作家の坂本石創がいる。

## 略歴
1894年に愛媛県西宇和郡川之石町（現・八幡浜市）の農家に生まれる。小学校を卒業すると従兄と結婚させられたが、5年後に離婚し、松山技芸女学校（現・済美高等学校）へ進学。1917年に小学校教員になる。翌年上京し、東京女子専門学校（現・東京家政大学）へ入学。早稲田大学に通う弟を通じて小倉清三郎を知る。清三郎はミチヨよりひとまわり年上だったが、研究熱心な姿に惚れ、24歳のときに結婚する。
夫が設立した性研究の団体「相対会」の機関誌『相対』の共同発行人になり、自らの性体験について執筆するほか、発行作業や会費の集金など、精力的に夫を支えた。1933年に猥褻文書出版違反で検挙された際には、「令状を見せてください」と叫び、「生意気な女だ」と警官に殴り倒された。警察を告訴したが却下。1936年に抗議のため検事局の窓を割り、公文書を破いて暴れたため逮捕され、精神異常者として脳病院に1か月収監される。警察の独房で阿部定の隣室になったことから、阿部定観察記録を執筆。
清三郎との間には一女三男をもうけ、メリイ、ホリゾン、ルージョ、ネリヤと国際的な名前を付けたが、貧困生活に疲れ、1939年に夫と離婚。自宅で「横浜女性相談所」を開き、女性誌などに原稿を書いて生計を立てた。1941年に夫が急死したため、夫に代わって『相対』の発行を続ける。1944年に休止したが、1952年に復刻版の発行を再開。猥褻文書販売違反で再び逮捕(不起訴）。子供たちにも先立たれるなど、心労から精神のバランスを崩し、精神病院に収監され、72歳で亡くなった。